# 4 відсотки Всесвіту
«4 відсотки Всесвіту: темна матерія, темна енергія та змагання за відкриття решти реальності» (англ. The 4 Percent Universe: Dark Matter, Dark Energy, and the Race to Discover the Rest of Reality) — науково-популярна книга письменника та науковця Річарда Панека, опублікована видавництвом Houghton Mifflin Harcourt 10 січня 2011 року.
У жовтні 2011 року Нобелівську премію з фізики було присуджено Солу Перлмуттеру, Браяну Шмідту та Адаму Ріссу, трьом головним науковцям, про яких ідеться в книзі, за відкриття, яке є головною темою «4 відсотків Всесвіту».

## Зміст
Назва книги походить від того, що на звичайну баріонну матерію припадає лише 4 % маси-енергії у Всесвіті, натомість як решта складається з таємничих темної матерії та темної енергії, які невидимі в оптичні телескопи та дуже складні для виявлення іншими методами. Саме завдяки темній матерії галактики зберігають свою форму, бо маса темної матерії створює достатню гравітаційну силу, щоб утримувати разом зорі, які складають галактику. Натомість темна енергія — це речовина або сила, відповідальна за прискорене розширення Всесвіту.
Основна увага в «4 відсотках Всесвіту» зосереджена на розвитку астрономічної науки в XX столітті, включно з доведенням у 1920-х роках Едвіном Габблом теорії розширення Всесвіту. Ця модель у поєднанні із загальною теорією відносності Альберта Ейнштейна допомогла створити модель Великого вибуху, а в 1960-х роках відкрити реліктове випромінювання. Слідкуючи за цією історією, Панек також обговорює недоліки та пробіли в теоріях та прагнення з'ясувати, чому розширення Всесвіту не відповідає очікуваним моделям. У книзі обговорюється наукова ідея про те, що темна матерія складається зі слабко взаємодіючих масивних частинок, і про те, як вчені намагалися довести існування темної енергії від 1990-х років і пізніше. У цьому дослідженні брали участь дві великі наукові групи: Supernova Cosmology Project на чолі з Солом Перлматтером і High-Z Supernova Search Team на чолі з Браяном Шмідтом. Ці групи були піонерами у використанні наднових зір типу Ia як стандартних свічок для визначення зміни швидкості розширення Всесвіту протягом його історії, що, у свою чергу, дозволили передбачити його майбутнє розширення.

## Стиль
Лаура Міллер із «Salon» відзначила Панека та його стиль написання книги за «дивовижно чітке» пояснення деяких складних концепцій. У рецензії в журналі «Science News» Рон Коуен зазначив, що Панек «красномовно пише про запаморочливий пошук сенсу у Всесвіті, де домінують речі, яких ніхто не бачить», а також «переплітає поняття з фізики елементарних частинок, теорії відносності, квантової механіки та космології з особистими портретами астрономів». Ендрю Оукс написав у «Journal of the Royal Astronomical Society of Canada», що «логічний підхід до оповідання та чіткий стиль написання книги сприяють легкому та цікавому читанню».

## Критика
«Kirkus Reviews» описав книгу як «яскраві нариси вчених, зрозумілі пояснення їхньої роботи та відверті описи часто бурхливого суперництва, яке призвело до цієї наукової революції, що часто буває медійним кліше, але не в цьому випадку». Рецензент журналу «Choice» К. Вуд «високо рекомендував» книгу і зазначив, що хоча Панек «не відмовляється від науки», книга головним чином «концентрується на особистостях тих, хто бере участь у дуже особистому, а часом і гіркому суперництві». Карл Зіммер у статті для «Вашингтон пост» відзначив велику кількість вчених, організацій і подій, пов'язаних із темою книги, але заявив, що «пристрасть Панека до таємниць темної матерії та темної енергії зрештою перемагає», і що підхід автора «вдалий, бо він визнає, що пише не лише про червоні зміщення та наднові, а й про людей». У спеціальному випуску для «Dallas Morning News» Фред Борц високо оцінив те, як Панек бере складну тему та «вплітає цю науку в переконливу розповідь про пошуки, повні технологічних викликів, несподіваних поворотів і очікуваного людського суперництва за високі ставки, включно, можливо, з майбутньою Нобелівською премією».
Джонатан Фенг у рецензії для «Scientific American» зазначив, що Панек має «талант роз'яснювати складні концепції», і що книга «цікава для читання» завдяки його стилю письма та використанню мови, але зазначає, що деякі орфографічні помилки та неточна наукова термінологія псують ідеальну в інших відношеннях книгу. Саманта Нельсон для The AV Club оцінила книгу на C−, нарікаючи на те, що Панек зміг описати науковий матеріал у зрозумілий спосіб, але що наука «зависла через зосередженість Панека на командах, які досліджують космологію». На її думку, «люди, які стоять за науковими відкриттями, заслуговують на повагу, але наука все одно має бути головним героєм книги».